# Storicismo (arte)

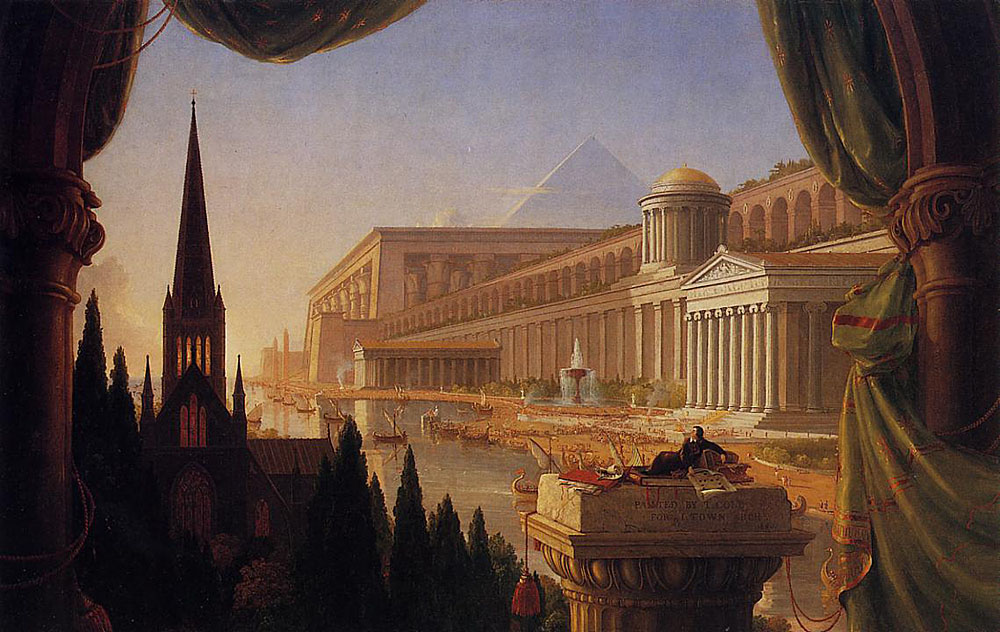
Thomas Cole, Il sogno dell'architetto (1840), olio su tela, conservato presso il Museo d'arte di Toledo.

Lo storicismo o istorismo (dal tedesco Historismus) in arte, è una definizione che comprende in sé la riproposizione ed ispirazione a diversi periodi della storia dell'arte e dell'artigianato, che fu particolarmente diffuso nella pittura di genere storico e in architettura, nella quale vengono compresi i più svariati revivalismi.
Attraverso combinazioni ed elaborazioni, assieme all'implementazione di nuovi elementi, lo storicismo ricreò una nuova estetica rispetto ai precedenti modelli. Nata durante l'epoca romantica fu legata ai movimenti nazionali e ad una nuova concezione filosofica della storia.

## Storia
Dopo il neoclassicismo, il XIX secolo vide la nuova fase storicistica segnata da un'interpretazione non solo del classicismo greco e romano, ma anche di altre età stilistiche, che furono considerate di uguale importanza. In particolare nell'architettura e nella pittura, nei cui soggetti furono "ritratti", curando ogni dettaglio, eventi storici o mitizzati, l'influenza globale dello storicismo si estese dalla seconda metà ottocentesca in poi. Il cambiamento fu dovuto soprattutto all'incremento del potere della borghesia durante la rivoluzione industriale.
Il lungo declino dello storicismo tra la fine del secolo e il successivo, fu parallelo e complementare all'ascesa di altrettante rivoluzioni e cambiamenti artistico-culturali, come il fin de siècle, il simbolismo, l'Art Nouveau dapprima, e l'espressionismo e i modernismi poi, che finirono per rimpiazzare le tendenza storicista rendendola sempre più obsoleta, ciò nonostante molte grandi commissioni pubbliche continuarono nel corso del XX secolo. Il movimento delle Arts and Crafts, mise insieme uno storicismo vernacolare con elementi Art Nouveau e altre correnti contemporanee.
Lo storicismo rimase in auge fino agli anni cinquanta in molti paesi. All'architettura postmoderna che divenne popolare negli anni ottanta, seguì un movimento neo-storicista, ancor oggi presente in tutto il mondo.
Confuso con un più generalizzato atteggiamento eclettico, lo storicismo artistico si differenzia di poco per la scelta di aderire meglio ad un contesto storico-locale, senza miscelare o unire troppo elementi assai distanti nel tempo e nello spazio, cioè di epoche e culture diverse.

### Lo storicismo in Svizzera

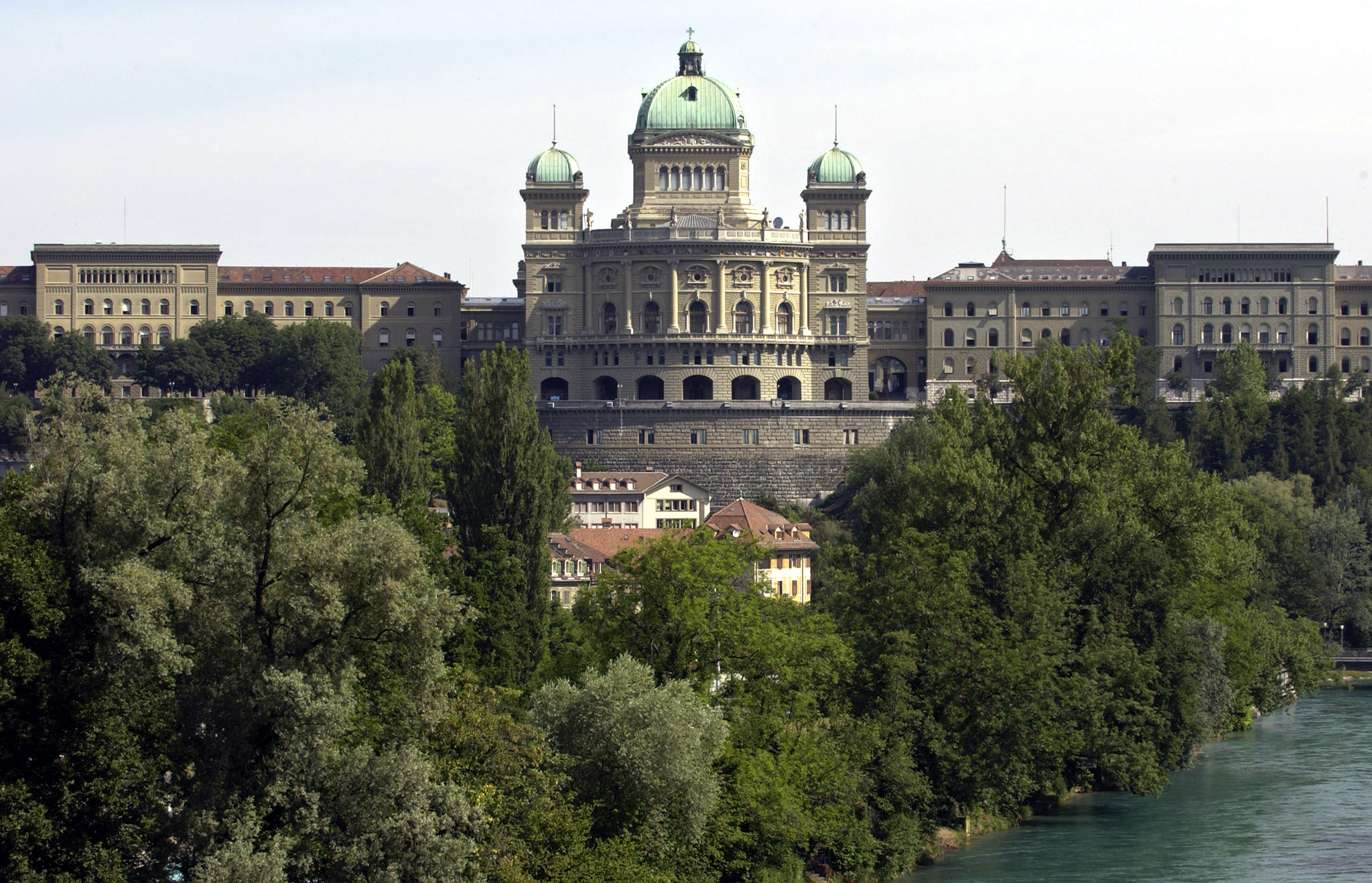
Il Palazzo federale di Berna.

La diffusione dello storicismo in Svizzera fu favorita dalle riviste di architettura nate intorno al 1830, dai viaggi di studio e dalla formazione di architetti svizzeri a Monaco di Baviera, Berlino, Parigi e Milano. Nel 1855 il neoistituito Politecnico federale di Zurigo nominò alla cattedra di architettura Semper, illustre teorico e architetto di primo piano. La sua attività in Svizzera segnò la prima fase dello storicismo svizzero, che si distinse per un linguaggio formale sobrio, di ascendenza neoclassica, fondato essenzialmente su una libera rivisitazione dell'architettura italiana del Rinascimento. Tra le principali realizzazioni di Semper in Svizzera figurano il Politecnico federale di Zurigo (1858-64), il palazzo comunale di Winterthur (1865-68) e l'edificio commerciale Fierz a Fluntern (oggi comune Zurigo, 1865-68). Altri importanti esempi di storicismo in Svizzera sono la stazione centrale di Zurigo (Jakob Friedrich Wanner, 1865-71), l'ex sede del Tribunale federale a Losanna (Benjamin Recordon, 1881-86), l'ex edificio amministrativo della Ferrovia del Gottardo a Lucerna (Gustav Mossdorf, 1886-88), la chiesa di Enge a Zurigo (Alfred Friedrich Bluntschli, 1892-94), il Museo nazionale svizzero a Zurigo (Gustav Gull, 1892-98) e il Palazzo fed. a Berna (ala ovest di Friedrich Studer, 1852-57, ala est e corpo centrale di Hans Auer, risp. 1888-92 e 1894-1902).

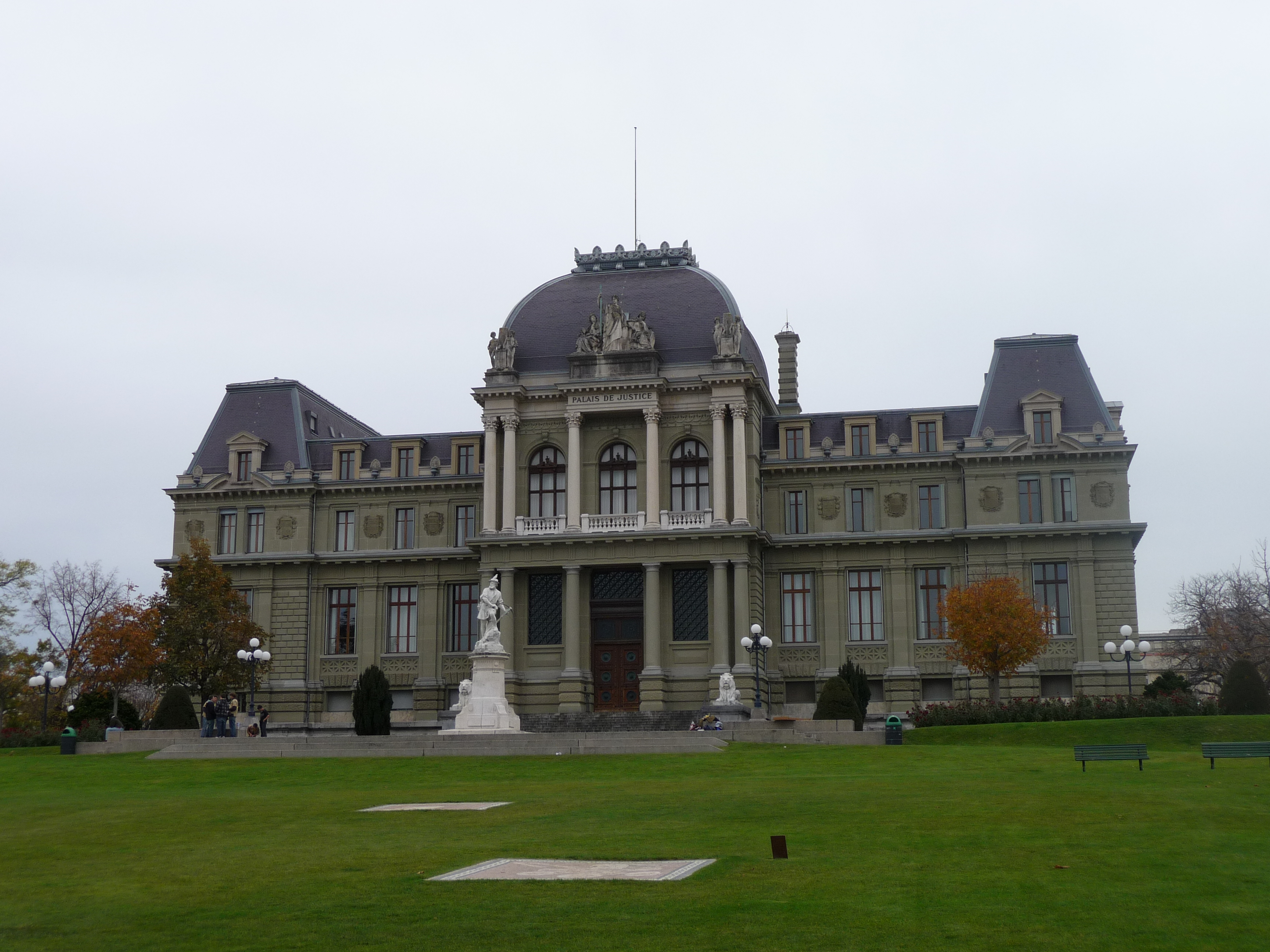
Palazzo di Giustizia a Losanna, ex Tribunale federale, ed attuale tribunale distrettuale.

In Svizzera furono attivi anche rinomati architetti stranieri: Pierre Joseph Edouard Deperthes (chiesa dei Ss. Pietro e Paolo a Berna), Eugène Emmanuel Viollet-le-Duc (chiesa scozzese a Losanna), George Edmund Street (chiese inglesi di Mürren, Losanna e Vevey) e Friedrich Schmidt (posta centrale a Basilea). Ispirandosi a modelli francesi, gli inglesi Sir Joseph Paxton e George Henry Stokes realizzarono la residenza Rothschild a Pregny-Chambésy (1858). Tuttavia l'influenza diretta dello storicismo franc. si manifestò più compiutamente in Svizzera solo nell'ultimo quarto del XIX secolo, dapprima nella Svizzera francese, dove dal 1862 Jacques-Elisée Goss costruì a Ginevra ville, case residenziali ed edifici pubblici (tra cui il Grand-Théâtre, 1874-79), e poco più tardi anche nella Svizzera tedesca, dove a Zurigo Jakob Friedrich Wanner costruì la sede del Credito svizzero sul Paradeplatz (1872-77). Sempre a Zurigo, gli architetti viennesi Ferdinand Fellner e Hermann Helmer edificarono l'Opernhaus (1890-91) e la Tonhalle (1893-95), richiamandosi a esuberanti stilemi neobarocchi. Oltre che nei teatri e nelle sale di concerto, nella seconda metà del XIX sec. lo storicismo di stampo franc. trovò espressione anche nell'architettura ridondante dei Grand-Hôtel, che coniugava forme di origine tardorinascimentale con elementi stilistici barocchi.

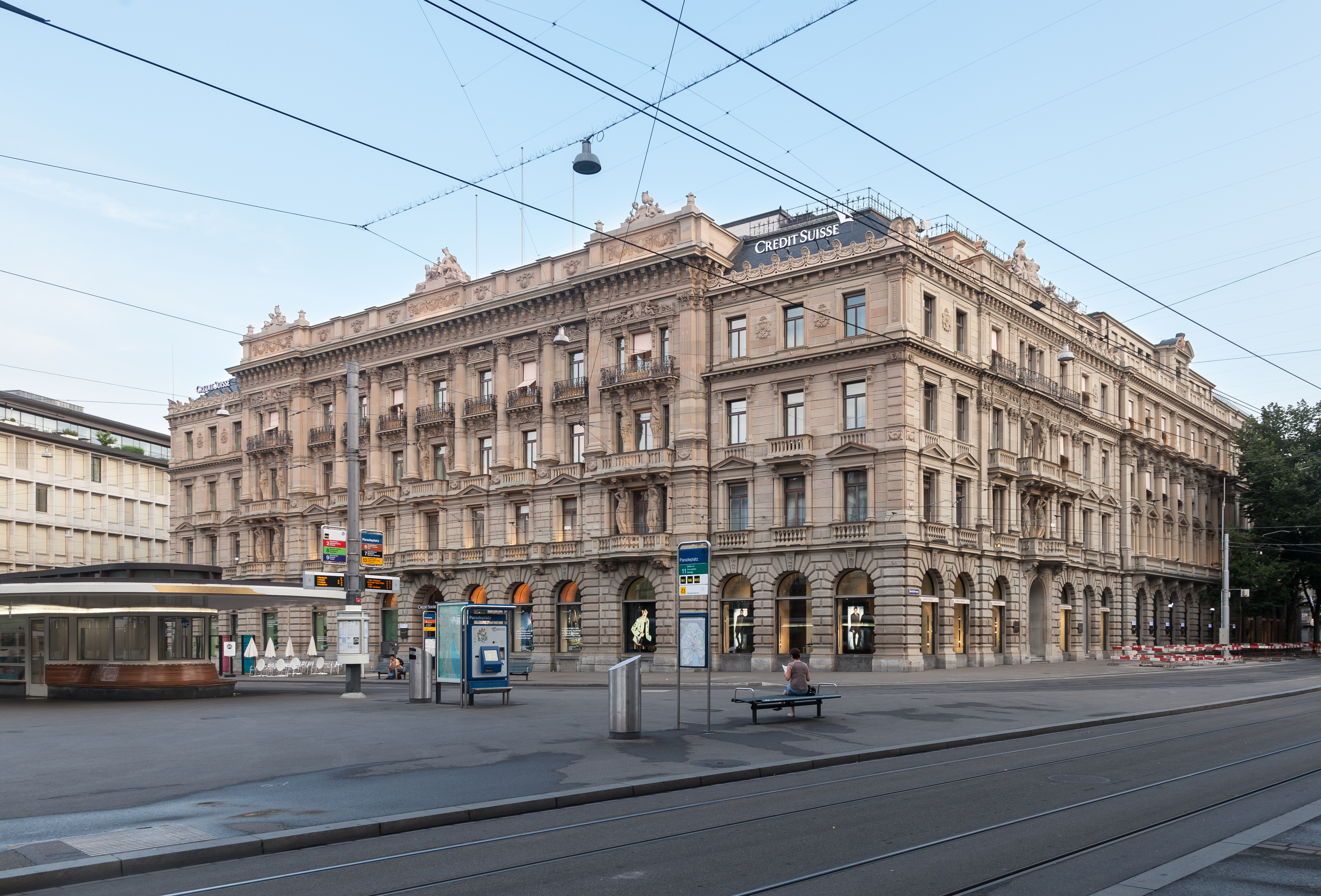
Sede del Credit-Suisse a Zurigo.

Verso la fine del XIX secolo lo stile di vita della grande borghesia, il piacere della rappresentazione, la ricerca dell'originalità e l'ottimismo degli ultimi anni dell'alta congiuntura economica trasformarono lo storicismo in uno stile universale di matrice romantico-eclettica (Casa borghese), rappresentativo del gusto borghese. A Zurigo, in prossimità del lago, Heinrich Honegger-Näf progettò il Weisses Schloss (1890-93), un complesso formalmente eclettico dal profilo frastagliato. Lungo l'Alpenquai (oggi General-Guisan-Quai) Heinrich Ernst realizzò il Rotes Schloss (1891-93), una sorta di castello costituito da diversi immobili fittamente ornati in stile Luigi XIII.

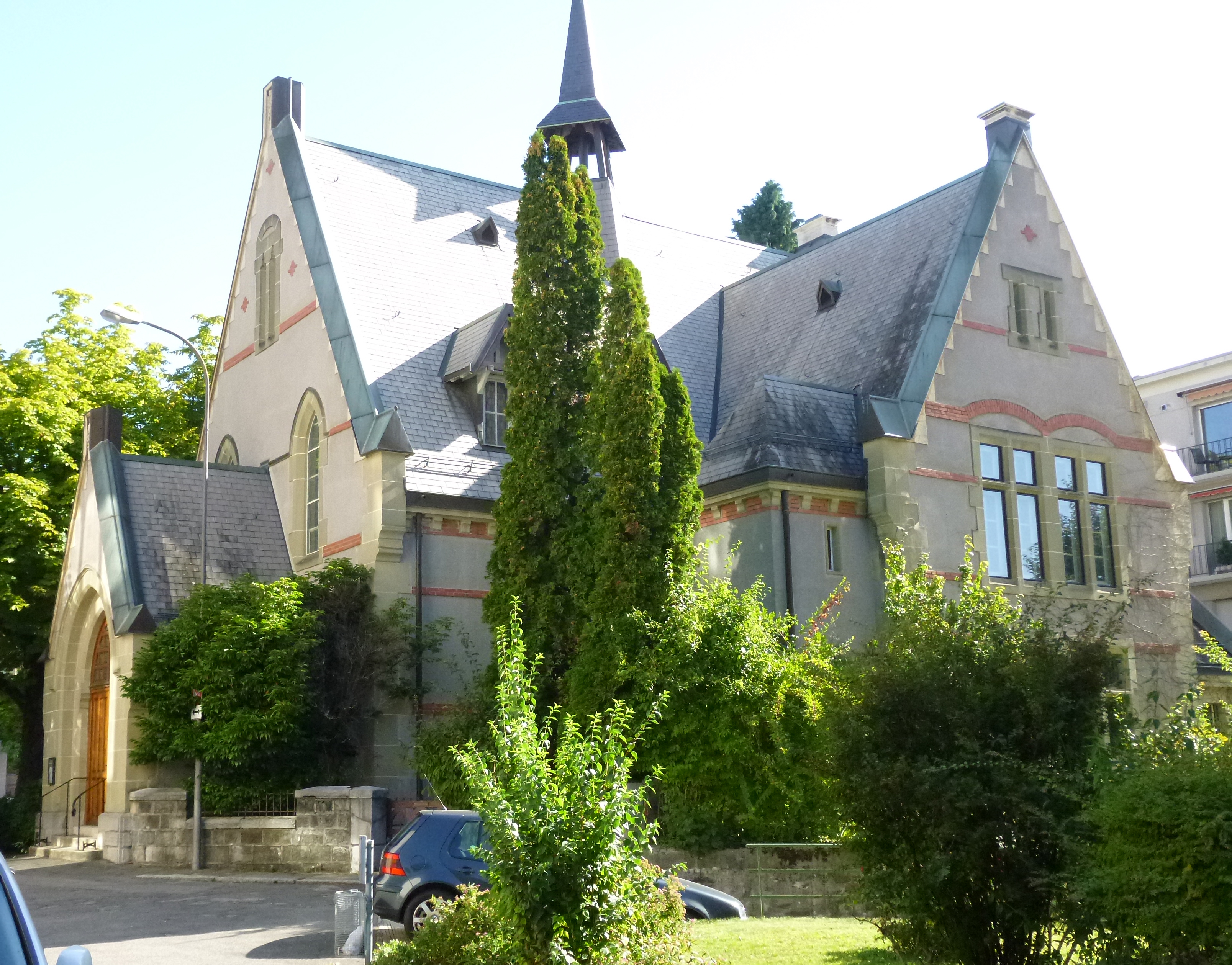
La Chiesa scozzese di Losanna.

Malgrado certe tendenze regionaliste, in Svizzera, come negli altri Paesi, lo storicismo non costituì uno stile nazionale, nemmeno negli edifici amministrativi e di rappresentanza. Nonostante le influenze svizzere, il Palazzo federale a Berna, costruito nello stile e nel linguaggio formale di un gigantesco albergo della Belle Époque, dimostra che l'eclettica cultura architettonica dello storicismo non rappresenta un fenomeno nazionale, ma si colloca nel solco delle manifestazioni intern. dello stile distintivo del XIX secolo.

#### Rete svizzera dello storicismo

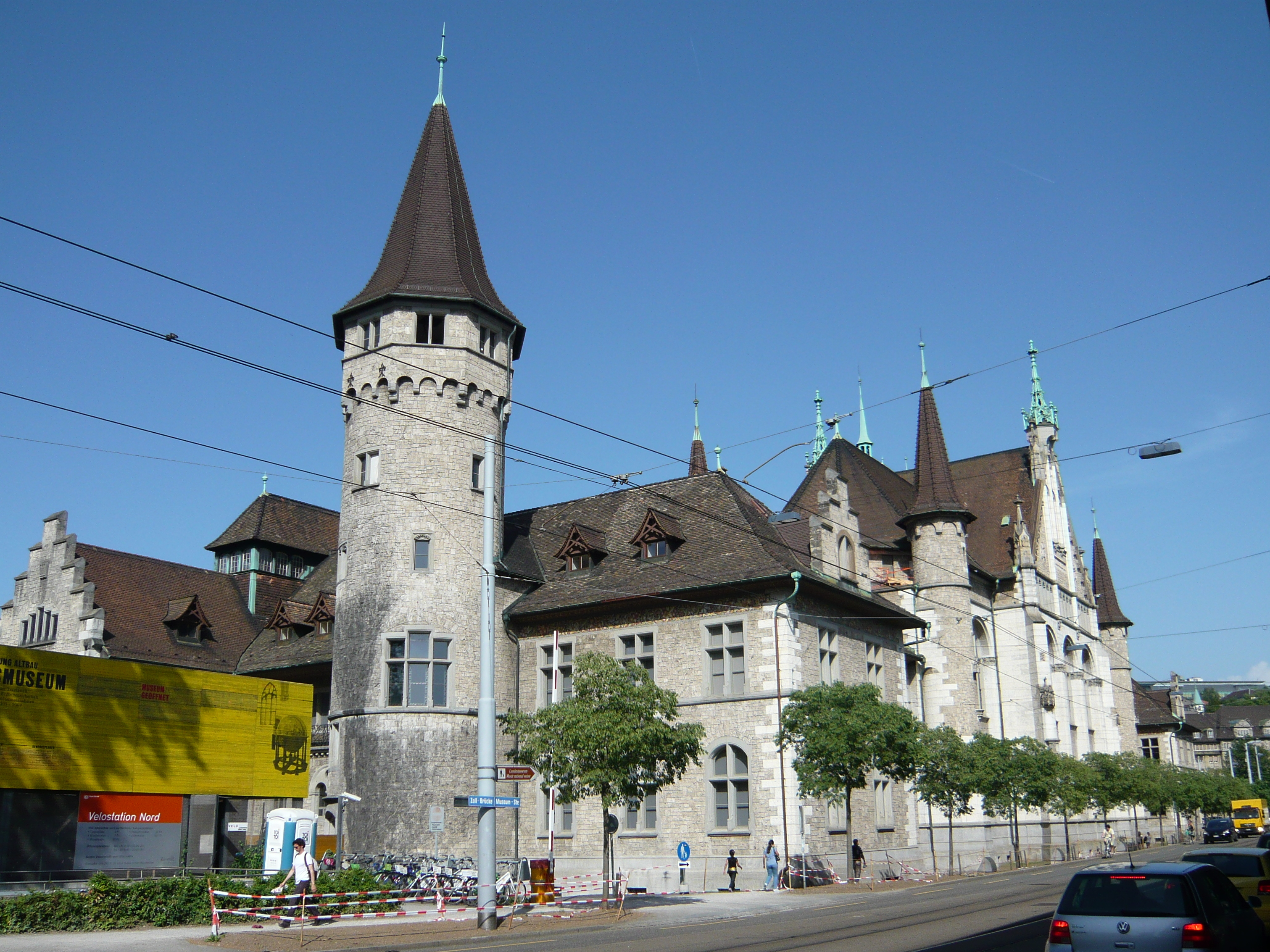
Il Museo Nazionale di Zurigo.

La "Rete Svizzera dello Storicismo" (Schweizer Netzwerk für Historismus - Réseau suisse de l'historicisme - Rait svizra d'istorissem) è composta da specialisti del mondo accademico, della conservazione e dei musei. Il suo obiettivo è quello di ricercare, promuovere e posizionare a livello internazionale il ricco patrimonio storicistico della Svizzera. Il campo di studio comprende l'architettura, l'interior design e le arti decorative, coprendo il periodo che va dalla fine del XVIII secolo all'inizio del XX secolo. Per incoraggiare gli scambi, la rete organizza ogni anno una giornata di presentazioni e visite aperte a tutte le persone interessate.
I risultati scientifici degli incontri annuali vengono pubblicati nei numeri monografici della rivista on line. Al momento sono stati pubblicati:
1. Studiare e conservare l'architettura e gli interni storici: lo stato dell'arte;
2. Il XIX secolo globale: trasferimenti artistici e tecnologici.

Le pubblicazioni sono disponibili gratuitamente sul sito: Historismus.ch.